# Sara Rask
Sara Rask (Sollentuna, 16 marzo 2000) è una sciatrice alpina svedese.

## Biografia
Attiva in gare FIS dal novembre del 2016, la Rask ha esordito in Coppa Europa il 29 novembre 2017 a Funäsdalen in slalom speciale e in Coppa del Mondo il 9 marzo 2018 a Ofterschwang in slalom gigante, in entrambi i casi senza completare la prova. Il 29 novembre 2019 ha conquistato a Trysil in slalom gigante la sua prima vittoria, nonché primo podio, in Coppa Europa; ai Mondiali juniores di Narvik 2020 ha vinto la medaglia d'oro nello slalom gigante. Non ha preso parte a rassegne olimpiche o iridate.

## Palmarès

### Mondiali juniores
- 1 medaglia:
  - 1 oro (slalom gigante a Narvik 2020)

### Universiadi
- 2 medaglie:
  - 1 oro (Slalom parallelo a squadre a Lake Placid 2023)
  - 1 bronzo (Slalom speciale a Lake Placid 2023)

### Coppa del Mondo
- Miglior piazzamento in classifica generale: 126ª nel 2021

### Coppa Europa
- Miglior piazzamento in classifica generale: 4ª nel 2020
- Vincitrice della classifica di slalom gigante nel 2020
- 5 podi:
  - 2 vittorie
  - 1 secondo posto
  - 2 terzi posti

#### Coppa Europa - vittorie
| Data             | Località | Paese    | Specialità |
| ---------------- | -------- | -------- | ---------- |
| 29 novembre 2019 | Trysil   | Norvegia | GS         |
| 30 novembre 2019 | Trysil   | Norvegia | GS         |

Legenda:

GS = slalom gigante

### Nor-Am Cup
- Miglior piazzamento in classifica generale: 10ª nel 2024
- 10 podi:
  - 2 vittorie
  - 5 secondi posti
  - 3 terzi posti

#### Nor-Am Cup - vittorie
| Data           | Località | Paese       | Specialità |
| -------------- | -------- | ----------- | ---------- |
| 3 gennaio 2023 | Stratton | Stati Uniti | SL         |
| 2 gennaio 2024 | Stratton | Stati Uniti | GS         |

Legenda:

GS = slalom gigante

SL = slalom speciale

### Campionati svedesi
- 1 medaglia:
  - 1 oro (slalom gigante nel 2019)